# Ácido metafosfórico
El ácido metafosfórico es un oxácido de fósforo(V)  que se forma por reacción del óxido fosfórico  (P4O10) con el agua y posterior polimerización por tratamiento térmico a 300-400 °C. Su fórmula general es (HPO3)n, donde n representa el número de unidades de ácido fosfórico presentes en el polímero, siendo n un valor variable siempre mayor o igual a 3. Su aspecto, en estado puro, es el de un sólido vítreo, incoloro y delicuescente que sublima por calentamiento. Es muy corrosivo. 

## Obtención
Por combustión del fósforo blanco se obtiene la forma anhidra del ácido fosfórico (P4O10), que por dilución en una cantidad suficiente de agua se obtiene el ácido ortofosfórico.
{\displaystyle {\ce {P4O10 + 6H2O -> 4H3PO4}}}

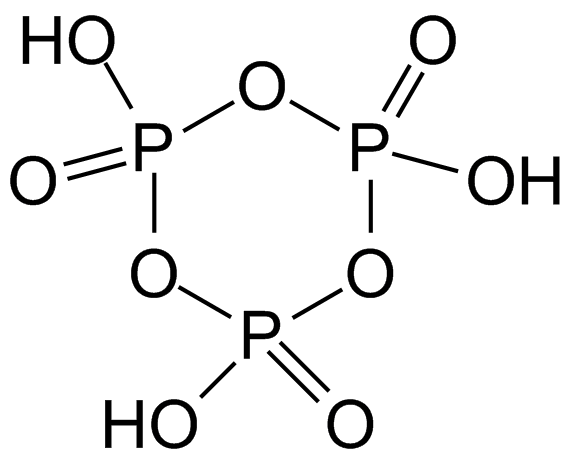
Trímero del ácido metafosfórico

La reacción es fuertemente exotérmica y en caso de que no se enfríe la mezcla, el ácido ortofosfórico comienza a perder moléculas de agua polimerizándose, primero para formar el dímero, denominado ácido pirofosfórico, que puede continuar con su proceso de polimerización formando diferentes polímeros de ácido metafosfórico, habitualmente en forma de anillos. 
Se puede obtener con mayor pureza calentando el ácido ortofosfórico puro, que en estado sólido está formado por cristales blancos que funden 42 °C. Cuando este ácido se calienta a 200-300 °C pierde una molécula de agua y se dimeriza, formando ácido pirofosfórico. Si se sigue calentando, entre 300 y 400 °C, pierde más agua transformándose en ácido metafosfórico. 
También se obtiene por descomposición térmica del fosfato ácido de amonio.
{\displaystyle {\ce {(NH4)2HPO4 -> NH3 + H2O + HPO3}}}